# Vajtang Pantsjava
Vakhtang Pantskhava (Tskhaltubo, Georgia, 13 de octubre de 1989), futbolista georgiano. Juega de delantero y su actual equipo es el Vasas SC de la Dinamo Tbilisi de Georgia.

## Selección nacional
Ha sido internacional con la Selección de fútbol de Georgia Sub-21.

## Clubes
| Club               | País    | Año       |
| ------------------ | ------- | --------- |
| FC Gagra Tbilisi   | Georgia | 2007-2008 |
| Le Mans UC         | Francia | 2008-2009 |
| FC Metalist Jarkiv | Ucrania | 2009      |
| Le Mans UC         | Francia | 2009-2010 |
| Győri ETO FC       | Hungría | 2010      |
| Vasas SC           | Hungría | 2010-2011 |
| Dinamo Tbilisi     | Georgia | 2011-     |